# Agrostis sinorupestris
Agrostis sinorupestris é uma espécie de gramínea do gênero Agrostis, pertencente à família Poaceae.